# Eubazus fiskei
Eubazus fiskei är en stekelart som först beskrevs av Sievert Allen Rohwer 1913.  Eubazus fiskei ingår i släktet Eubazus och familjen bracksteklar. Inga underarter finns listade i Catalogue of Life.